# Ici Berry
Ici Berry, anciennement France Bleu Berry, est l'une des stations de radio généralistes du réseau Ici de Radio France. Elle dessert les départements de l'Indre et du Cher et peut également être reçue dans une partie des départements de la Creuse et du Loir-et-Cher ainsi que dans une petite partie de la Haute-Vienne, de la Vienne et du Loiret.
La station locale a été créée le 23 avril 1982 sous le nom de Radio Berry Sud, et était limité au département de l'Indre, avant de devenir Radio France Berry Sud dès le 2 septembre 1985.
Avec la création du réseau FM-4 en 1986 qui dote chaque centre émetteur de TDF en FM d'un quatrième émetteur de forte puissance, Radio France Berry Sud obtient une fréquence sur le Cher (103.2 MHz d'une puissance rayonnée de 20 kW depuis l'émetteur de Neuvy-Deux-Clochers), sans pour autant l'inclure dans sa zone de diffusion, ni changer de nom, jusqu'en 2000.
Le 4 septembre 2000, les radios locales de Radio France sont réunies dans le réseau France Bleu qui fournit un programme commun national que reprennent les programmes locaux des stations en régions.
Parmi les décrochages spécifiques à France Bleu Berry figurent les différentes éditions du journal et de la météo locale, les chroniques « Circuit court en Berry », « Les Petits berrichons», ou encore « Le bureau des questions ».

## Siège local
Le siège local de la station est au 10-12 rue de la République à Châteauroux, mais elle possède également un bureau en haut de la Halle Saint-Bonnet à Bourges.
Le 14 février 2024, la station quitte ses locaux historiques de la rue de la république pour ceux de la rue de la poste, sa nouvelle adresse.

## Diffusion
France Bleu Berry diffuse en direction des deux départements berrichons (Indre et Cher) sur les fréquences suivantes :
- Dans l'Indre (36)
  - Argenton-sur-Creuse / Indre : 93.5 MHz
  - Châteauroux : 95.2 MHz
  - Issoudun : 89.3 MHz

- Dans le Cher (18)
  - Bourges / Cher: 103.2 MHz

## Direction locale
- Directeur: Christian Opéron
- Rédacteur en chef: Carl Dechâtre
- Responsable des programmes: Rodolphe Louvet